# Robert Ferguson
Robert Ferguson (Alford, 1637? – 1714) è stato un rivoluzionario e religioso scozzese.
Robert Ferguson fu vicario presbiteriano nel Kent fino al 1662, quando venne espulso dopo la promulgazione dell'Atto di uniformità del 1662. Prese parte a un complotto contro Carlo II e alla ribellione di Monmouth contro Giacomo II. Dopo la Gloriosa Rivoluzione, passò però dalla parte di Giacomo II.
Venne arrestato ma non fu mai processato. Morì povero nel 1714.
La sua opera principale è il pamphlet History of the Revolution (1706), in cui espone la tesi che Guglielmo III agì per conto dei Gesuiti e che la Gloriosa Rivoluzione fu parte di un complotto del Papa di Roma per la diffusione del cattolicesimo in Inghilterra.